# Xã Franklin, Quận Richland, Ohio
Xã Franklin (tiếng Anh: Franklin Township) là một xã thuộc quận Richland, tiểu bang Ohio, Hoa Kỳ. Năm 2010, dân số của xã này là 1.721 người.